# Свисток (сатирическое приложение)
«Свисток». Собрание литературных, журнальных и других заметок. — сатирическое приложение к журналу «Современник», предпринятое в 1858 году Н. А. Добролюбовым и Н. А. Некрасовым. Приложение состояло из юмористических литературных произведений и критических статей, заметок. Также в нём постоянно печатались карикатуры.
Поскольку издателям «Современника» не удалось получить цензурное разрешение на издание отдельной иллюстрированной сатирической газеты, «Свисток» публиковался внутри «Современника» и был своеобразным «журналом в журнале». Первый выпуск «Свистка» вышел в январе 1859 года («Современник», № 1), последний — в апреле 1863 года (в четвёртом номере «Современника»).
Помимо Добролюбова и Некрасова, в «Свистке» в разное время участвовали Н. Г. Чернышевский, М. И. Михайлов, И. И. Панаев, М. А. Антонович, В. П. Буренин, М. Е. Салтыков-Щедрин, А. К. Толстой, А. М. и В. М. Жемчужниковы и другие писатели и критики. В программе «Свистка» Добролюбов изложил основную задачу издания: «открывать и осмеивать дурное и забавное везде и во всём, нисколько не опасаясь скомпрометировать чрез то хорошую сторону предмета».
Современники относились к «Свистку» по-разному; Добролюбову вменяли в вину «свистопляску» — глумление над авторитетами и чересчур язвительный полемический тон. Через полтора года после смерти Добролюбова выпуск «Свистка» прекратился, всего вышло 9 номеров. В 1981 году осуществлено полное переиздание всех номеров приложения в серии «Литературные памятники» «в их первопечатном виде», без реконструкции цензурных изменений и учёта авторских редактур.